# قائمة أعلام دولة إسرائيل
تتضمن المقالة التالية قائمة الأعلام التي استخدمت في إسرائيل.

## العلم الوطني وعلم الدولة
| علم | تاريخ     | استعمال                  |
| --- | --------- | ------------------------ |
|     | 1948–الآن | العلم الوطني وعلم الدولة |
|     | 1948–الآن | علم مدني                 |

## الأعلام الحكومية
| علم | تاريخ  | استعمال                |
| --- | ------ | ---------------------- |
|     | ?–الآن | علم الرئاسة            |
|     | ?–الآن | علم الرئاسة (في البحر) |
|     | ?–الآن | علم رئاسة الوزراء      |
|     | ?–الآن | علم وزاة الدفاع        |

## أعلام الجيش
| علم | تاريخ     | استعمال                           |
| --- | --------- | --------------------------------- |
|     | 1949–الآن | قوات الدفاع الإسرائيلية           |
|     | 1948–الآن | علم البحرية                       |
|     | 1991–الآن | علم سلاح الجو                     |
|     | ?–الآن    | علم القوات البرية                 |
|     | 1992–الآن | علم القيادة الداخلية              |
|     | ?–الآن    | رئيس فريق قوات الدفاع الإسرائيلية |

## أعلام المدن
| علم | تاريخ     | استعمال                  |
| --- | --------- | ------------------------ |
|     | 1949—الآن | القدس (أورشليم)          |
|     | 1949–الآن | تل ابيب يافا             |
|     | ?–الآن    | حيفا                     |
|     | ?–الآن    | حولون                    |
|     | ?–الآن    | ريشون لتسيون             |
|     | ?–الآن    | أشدود                    |
|     | ?–الآن    | نتانيا                   |
|     | ?–الآن    | بات يام                  |
|     | ?–الآن    | هرتسليا                  |
|     | ?–الآن    | بني براك                 |
|     | ?–الآن    | عسقلان                   |
|     | ?–الآن    | جغفاتايم                 |
|     | ?–الآن    | كفار سابا                |
|     | ?–الآن    | أوريهودا                 |
|     | ?–الآن    | رامات هاشارون            |
|     | ?–الآن    | كريات جات                |
|     | ?–الآن    | كرمئيل                   |
|     | ?–الآن    | هار هيبرون (جنوب الخليل) |
|     | ?–الآن    | كفر كما                  |

## روابط خارجية
- كتالوج أعلام إسرائيل